# Postgres-XL
Postgres-XL — це розподілена система керування реляційними базами даних на основі PostgreSQL. Вона спрямований на забезпечення паритету функцій з PostgreSQL при розподілі навантаження над кластером.
Postgres-XL базується на Postgres-XC, раніше поширюваній системі PostgreSQL, розробленій NTT Data і EnterpriseDB. У 2012 році стартап хмарної бази даних StormDB прийняв Postgres-XC і розробив деякі власні розширення та поліпшення до нього. У 2013 році компанія StormDB була придбана компанією TransLattice, а вдосконалене програмне забезпечення було відкрито під назвою «Postgres-XL» у 2014 році. З 2015 року розвиток Postgres-XL також підтримується 2ndQuadrant.
Postgres-XL надає узгоджені моментальні знімки транзакцій по всьому кластеру через центральний вузол Global Transaction Manager (GTM). Їй потрібне швидке з'єднання між вузлами, тому Postgres-XL не підходить для географічно розподілених кластерів. Великі запити можуть бути розділені і розпаралелені між декількома вузлами. Окремі таблиці бази даних можна вибрати для повної реплікації в кластері (зазвичай для невеликих таблиць) або для спільного використання між окремими вузлами (для масштабованості запису).